# Regime transonico

Andamenti di flussi transonici attorno ad un profilo alare al Mach critico.

Il regime transonico, in fluidodinamica o aerodinamica, si ha quando all'interno del campo di moto coesistono zone in regime subsonico con zone in regime supersonico. Ciò può accadere se il numero di Mach caratteristico si approssima all'unità (generalmente, per numeri di Mach compresi tra 0,8 e 1,2).

## Descrizione
Un tipico caso di flusso transonico si ha, ad esempio, in problemi di aerodinamica esterna per applicazioni aeronautiche in cui la velocità asintotica è leggermente inferiore alla velocità del suono mentre localmente, in prossimità del corpo, il flusso risulta in regime supersonico. Il limite inferiore è detto Mach critico. Quando si raggiunge questo punto, si forma sulla superficie del corpo una "bolla supersonica", che s'ingrandisce all'aumentare della velocità.
Il regime transonico è caratterizzato dalla presenza di onde d'urto e onde di espansione. Tali onde rappresentano una regione di brusco cambiamento di tutte le proprietà del fluido. La conseguenza di ciò è che le onde vengono considerate come regioni di discontinuità all'interno del campo di moto. Il flusso a monte di un'onda d'urto è supersonico, a valle risulta subsonico.
I problemi in regime transonico risultano essere di soluzione estremamente complessa, dato che il comportamento del fluido è molto diverso nei due regimi (subsonico e supersonico), che devono essere risolti contemporaneamente. Tale regime di instabilità genera una turbolenza dovuta alla rottura del flusso laminare dell'aria sulla superficie alare. In tale momento l'unica descrizione utile è il numero di Reynolds. Inoltre le differenti pressioni generate dai due differenti tipi di scorrimento fluidodinamico comportano lo "schiacciamento" dell'aria interessata. In base alle leggi fluidodinamiche, tale evento comporta la condensazione del vapore acqueo presente nell'aria e ciò rende visibile il fenomeno sotto forma di "nuvoletta" (talvolta indicato come "cono di vapore") che si forma attorno alle ali e alla carlinga dell'aereo o dell'oggetto in movimento; tale fenomeno è noto anche come singolarità di Prandtl-Glauert.